# Municipio de Shaokatan
El municipio de Shaokatan (en inglés: Shaokatan Township) es un municipio ubicado en el condado de Lincoln en el estado estadounidense de Minnesota. En el año 2010 tenía una población de 178 habitantes y una densidad poblacional de 1,79 personas por km².

## Geografía
El municipio de Shaokatan se encuentra ubicado en las coordenadas 44°24′30″N 96°23′40″O / 44.40833, -96.39444. Según la Oficina del Censo de los Estados Unidos, el municipio tiene una superficie total de 99.27 km², de la cual 94,93 km² corresponden a tierra firme y (4,37 %) 4,34 km² es agua.

## Demografía
Según el censo de 2010, había 178 personas residiendo en el municipio de Shaokatan. La densidad de población era de 1,79 hab./km². De los 178 habitantes, el municipio de Shaokatan estaba compuesto por el 92,7 % blancos, el 0,56 % eran amerindios, el 4,49 % eran asiáticos y el 2,25 % eran de una mezcla de razas. Del total de la población el 0 % eran hispanos o latinos de cualquier raza.